# وادي إمخانجن
إمخانجن (بكسر الهمزة وسكون الميم وفتح الخاء ثم ألف بعدها جيم مكسورة) هو واد ضيق يمر بقرى بني سهيم في بلاد تهامة بلقرن متجهاً للشمال حتى يلتقي مع وادي بطاط عند قرية الشاطئ ثم يرفدان وادي الأحسبة.